# Adam Panasiewicz
Adam Maria Panasiewicz (ur. 1963 w Krakowie) – polski grafik, profesor Uniwersytetu Pedagogicznego im. Komisji Edukacji Narodowej w Krakowie.

## Życiorys
Adam Panasiewicz w 1991 ukończył Pracownię Litografii Romana Żygulskiego na Wydziale Grafiki Akademii Sztuk Pięknych w Krakowie. W 2014 habilitował się na Uniwersytecie Pedagogicznym w Krakowie w dyscyplinie sztuk pięknych. W 2021 otrzymał tytuł profesora sztuki.
W 1994 rozpoczął pracę w Wyższej Szkole Pedagogicznej w Krakowie (obecnie Uniwersytet Pedagogiczny), gdzie pracuje jako profesor na Wydziale Sztuki.
Zajmuje się grafiką cyfrową, rysunkiem i cyfrowym wideo. Uczestniczył w szeregu wystaw krajowych i zagranicznych, np. II i IV Triennale Grafiki Polskiej w Katowicach (1994, 1997), w Międzynarodowym Triennale Grafiki w Krakowie (1997), II Międzynarodowym Biennale Grafiki Cyfrowej – Gdynia 2010.
Jego żoną jest Alicja Panasiewicz, także profesorka Uniwersytetu Pedagogicznego w Krakowie.